# Fonds national pour la promotion de l’entreprise et de l’emploi des jeunes
Le Fonds national pour la promotion de l’entreprise et de l’emploi des Jeunes (FNPEEJ) est une structure étatique un établissement public à caractère social dont l’objectif principal est de lutter contre le chômage et de contribuer au développement des entreprises du Bénin.